# 広寧県
広寧県（こうねいけん）は中華人民共和国広東省に位置する省直轄の県であり、しばらくの間、肇慶市の代理管轄下に置かれている。

## 歴史
1559年（嘉靖38年）、明により広寧県が設置された。

## 行政区画
下部に15鎮を管轄する
- 排沙鎮、潭布鎮、江屯鎮、螺崗鎮、北市鎮、坑口鎮、赤坑鎮、南街鎮、賓亨鎮、五和鎮、横山鎮、木格鎮、石咀鎮、古水鎮、洲仔鎮